# Nassuf Djailani
Nassuf Djailani (né le 30 novembre 1981) est un écrivain et un journaliste franco-comorien. Principalement connu pour ses recueils de poèmes, il est également romancier et dramaturge.

## Biographie
Nassuf Djailani naît le 30 novembre 1981 à Mayotte. Il est le fils d'un maçon et d'une tenancière de quincaillerie. Il grandit à Chiconi, sur l'île de Mayotte, et sa langue maternelle est le kibushi, langue malgache de Mayotte. Il commence à composer des poèmes pendant son adolescence. Au milieu des années 1990, il vient en France métropolitaine, où il étudie l'histoire et le journalisme. Durant ses études, il reçoit le prix Bayard jeune journaliste. Il travaille alors comme journaliste pour la radio, la télévision et la presse, tout en poursuivant l'écriture. Il publie en 2004 son premier recueil de poèmes, Spirales. Nassuf Djailani publie dans plusieurs revues littéraires :  Riveneuve Continents, Ubu Théâtre scène d’Europe et la revue italienne Interculturel Francophonie. Il dirige la revue Project-îles.

## Œuvres

### Recueils de poèmes
- 2004 : Spirales, éd. Les Belles Pages
- 2006 : Roucoulement, Komedit
- 2010 : Le Songe d’une probable renaissance : variations poétiques, Komedit
- 2015 : Esquisse de mes haisoratra : kibushi : poésie, Komedit
- 2017 : Hadith pour une République à naître : variations poétiques, suivi des Dits des vents du large ; Komedit
- 2019 : Naître ici, suivi de Épître à Saint-John Perse, éd. Bruno Doucey
- 2022 : Daïra pour la mer, éd. Bruno Doucey
- 2022 : Tsiko tsy samborina, Komedit

### Recueils de nouvelles
- 2014 : L'irrésistible nécessité de mordre dans une mangue : fragments et autres micro-fictions, Komedit
- Une saison aux Comores, Komedit
- 2021 : L'ogre au turban doré : un conte kiboyŝi, conte pour les tout-petits, texte bilingue en malgache des Comores et en français, adapté par Nassuf Djailani, illustré par Moniri M'Baé, Komedit

### Théâtre
- 2011 : En finir avec Bob, L'Harmattan, coll. "L'instant théâtral"
- 2012 : Les balbutiements d'une louve, Coelacanthe, coll. "En scène !"
- 2012 : Se résoudre à filer vers le Sud, L'Harmattan, coll. "Théâtres"

### Romans
- 2021 : Cette morsure trop vive, Boulogne-Billancourt—Curepipe (Île Maurice), éd. Atelier des nomades
- 2023 : Comorian vertigo, Komedit

### Autres
- 2012 : Dire l'île : ce vert paradis de mon enfance, avec des photographies par Jonny Chaduli, Mamoudzou (Mayotte), Direction des affaires culturelles (ouvrage accompagnant l'exposition organisée en 2012 par la Direction des affaires culturelles de Mayotte à Mamoudzou, 29 août-16 septembre)
- 2020 : Mayotte : l'âme d'une île, avec des photographies par Thierry Cron, Bègles, Éditions des Autres[6]

## Discographie
- 2011, collectif : Poésies de terres marines  : 31 voix d'outre-mer, éd. Bruno Doucey, CD et brochure

## Distinctions
- 2006 : Grand prix littéraire de l’Océan indien pour son recueil de poèmes Roucoulements[5]
- 2020 : prix Fetkann Maryse Condé pour son recueil de poèmes Naître ici[7]